# Zhangjiajie

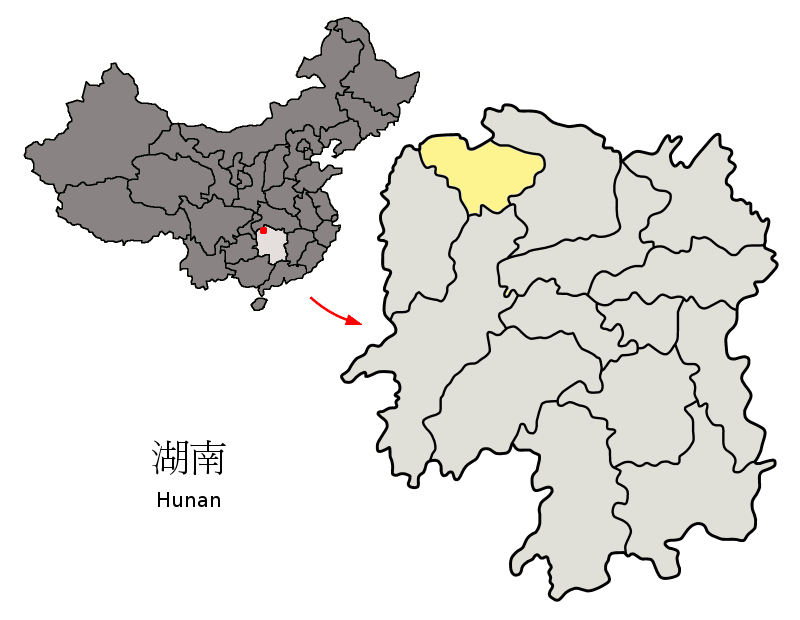
Lage von Zhangjiajie in Hunan

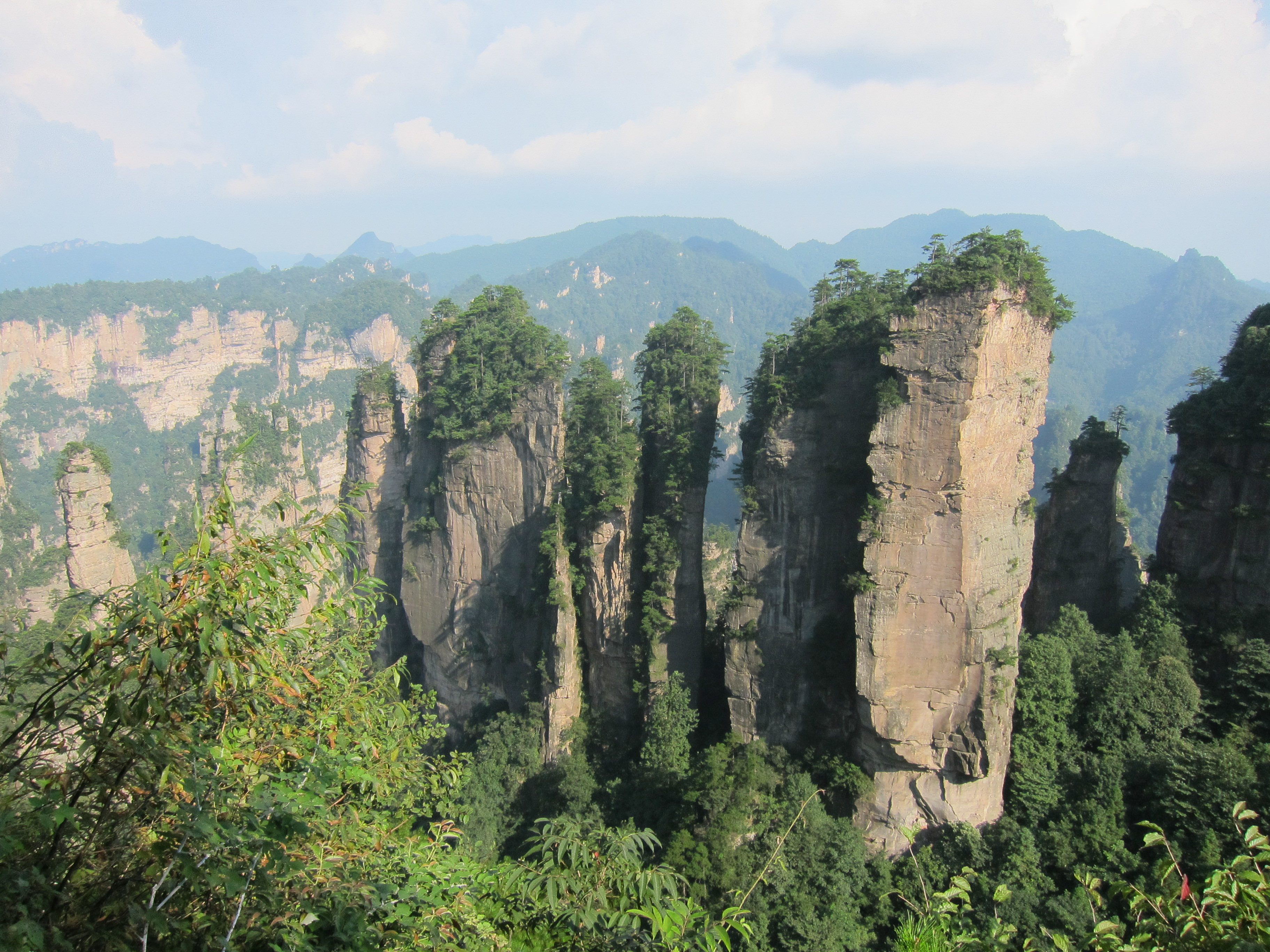
UNESCO-Weltnaturerbe Wulingyuan in Zhangjiajie

Zhangjiajie (chinesisch 张家界市, Pinyin Zhāngjiājiè Shì) ist eine bezirksfreie Stadt im Nordwesten der chinesischen Provinz Hunan. Der frühere Name von Zhangjiajie war Dayong 大庸市. Die Fläche beträgt 9.516 Quadratkilometer und die Einwohnerzahl 1.517.027 (Stand: Zensus 2020).

## Administrative Gliederung
Die bezirksfreie Stadt Zhangjiajie setzt sich auf Kreisebene aus zwei Stadtbezirken und zwei Kreisen zusammen. Diese sind (Stand: Ende 2018):
- Stadtbezirk Yongding – 永定区 Yǒngdìng Qū, 2.174 km², 469.400 Einwohner ;
- Stadtbezirk Wulingyuan – 武陵源区 Wǔlíngyuán Qū, 398 km², 62.100 Einwohner ;
- Kreis Cili – 慈利县 Cílì Xiàn, 3.480 km², 617.000 Einwohner ;
- Kreis Sangzhi – 桑植县 Sāngzhí Xiàn, 3.464 km², 389.400 Einwohner.

## Tourismus
Das seit dem Jahre 1992 als UNESCO-Weltnaturerbe geschützte Gebiet des Wulingyuan ist ein beliebtes Urlaubsgebiet. Am 20. August 2016 wurde im Nationalen Waldpark Zhangjiajie eine Glasbrücke im Skywalk-Stil über einem Canyon errichtet.

## Städtepartnerschaften
- Hadong, Südkorea, seit 2006
- Santa Fe, Vereinigte Staaten, seit 2009
- Naruto, Japan, seit 2011